# 6 Szpital Okręgowy
6 Szpital Okręgowy – jednostka organizacyjna służby zdrowia Wojska Polskiego II Rzeczypospolitej.

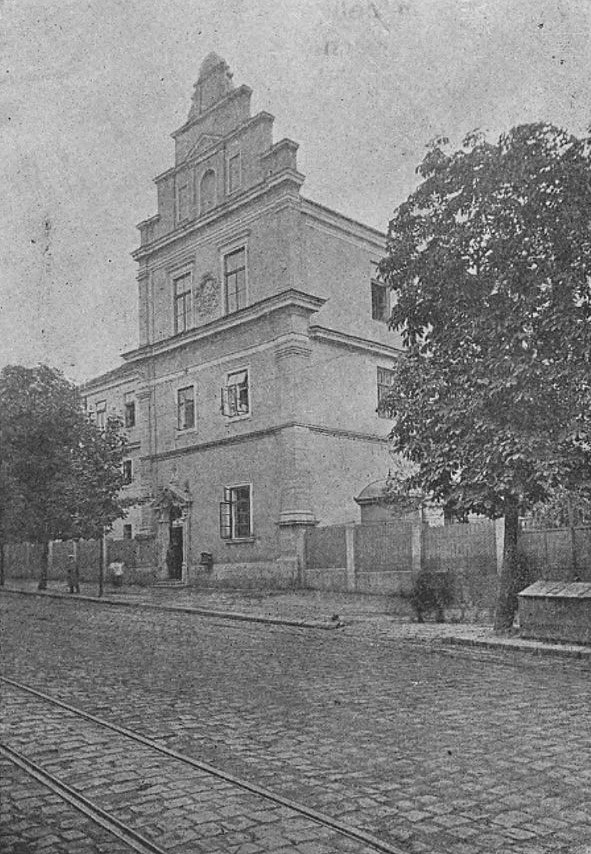
6 Szpital Okręgowy

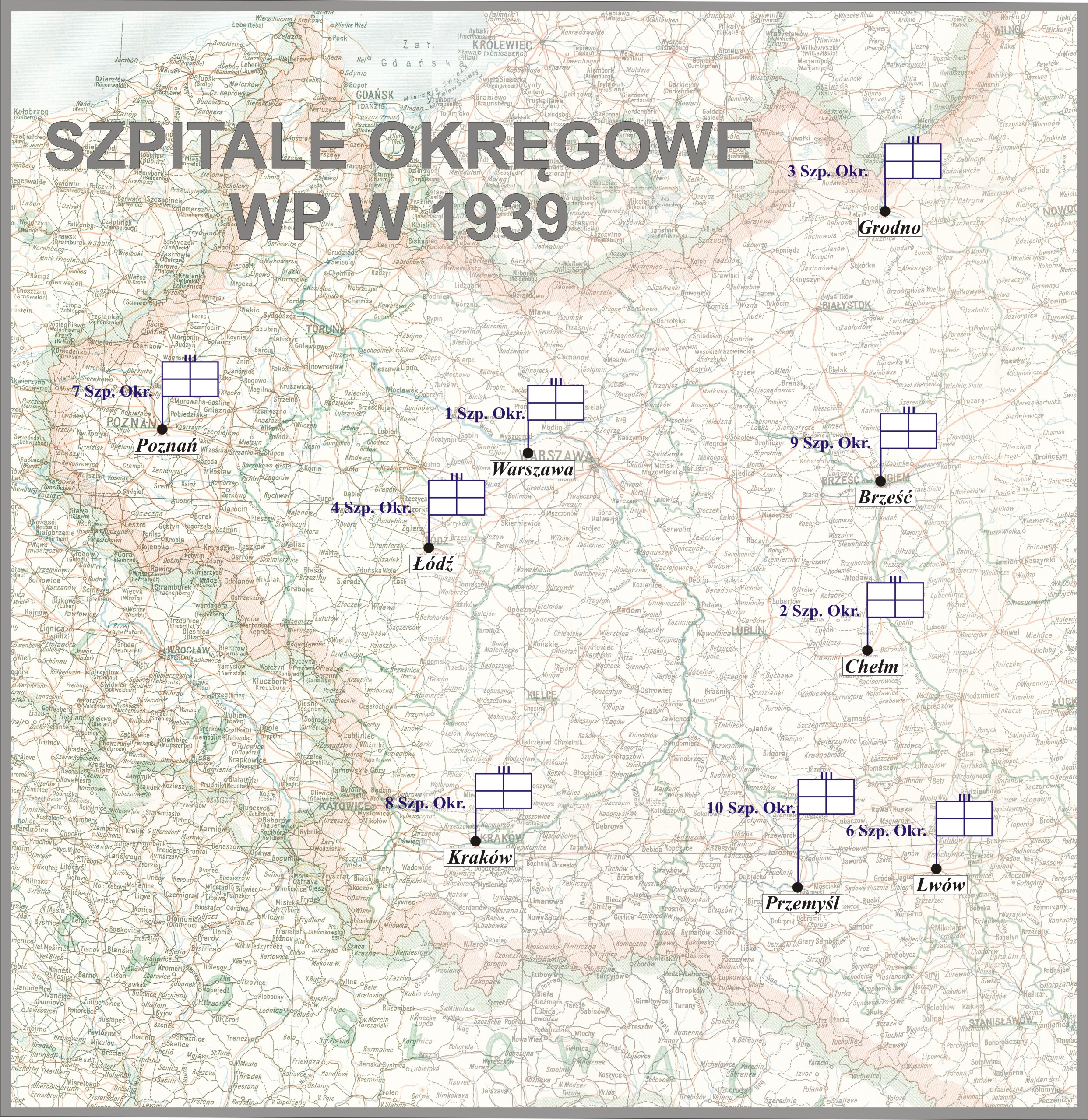
Szpitale okręgowe WP w 1939

Zadaniem 6 Szpitala Okręgowego we Lwowie było leczenie wojskowych i osób uprawnionych do leczenia wojskowego Okręgu Korpusu nr VI. Szpital dysponował ambulatorium dentystycznym, chirurgicznym, okulistycznym, laryngologicznym oraz przychodnią ogólną dla chorych. Komendant szpitala posiadał uprawnienia dowódcy pułku.
1 października 1928 roku zredukowano Szpital Wojskowy w Stanisławowie o 100 łóżek przy jednoczesnym powiększeniu 6 Szpitala Okręgowego o taką samą liczbę łóżek.
Siedziba szpitala mieściła się przy ul. Łyczakowskiej 26 we Lwowie.

## Struktura organizacyjna
Organizacja szpitala w 1923:
- komendant, kancelaria i komisja gospodarcza,
- oficer administracji budynków i magazynów,
- oddziały chorych i pracowni klinicznych: chorób wewnętrznych, zakaźny, chirurgiczny, ginekologiczny, dermatologiczny, oddział neurologiczny, okulistyczny i laryngologiczny;
- pracownia bakteriologiczna
- pracownia rentgenowska,
- prosektorium,
- ambulatorium dentystyczne,
- apteka okręgowa,
- trzy plutony obsługi sanitarnej

Szpital posiadał 600 łóżek.

## Kadra szpitala
Komendanci szpitala
- płk lek. Franciszek Lewicki (do 25 IV 1921 → komendant Szp. Wojsk. Nr 1 w Przemyślu[6])
- ppłk lek. Julian Kasparek (p.o. od 25 IV 1921[6])
- płk lek. dr Romuald Węgłowski (był w 1923)[1]
- ppłk / płk lek. dr Bronisław Stroński (XI 1927[7] – 30 VI 1935 → szef sanitarny DOK VII[8])
- ppłk lek. dr Zygmunt Bronisław Sawicki (XI 1935 – 1939)

Lekarze
- kpt. lek. rez. Tadeusz Falkiewicz – ordynator oddziału nerwowego (1928–1935)

### Obsada personalna i struktura w marcu 1939 roku
Ostatnia „pokojowa” obsada personalna szpitala:
- komendant szpitala – ppłk dr Zygmunt Bronisław Sawicki †1940 ULK
- pomocnik komendanta – ppłk dr Adam Kurtz (*)[b]
- starszy ordynator oddziału chirurgicznego – ppłk dr Adam Wincenty Sołtysik
- starszy ordynator oddziału wewnętrznego – ppłk dr Ryszard Leopold Zacharski
- starszy ordynator oddziału ocznego – kpt. lek. Witold Szymon Starkiewicz
- starszy ordynator oddziału uszno-gardłowego – mjr dr Jan Marcin Mieczysław Zych
- starszy ordynator oddziału zakaźnego – kpt. dr Władysław Józef Zięba †1940 ULK
- st ordynator oddziału skórno-wenerycznego – mjr dr Józef V Dąbrowski
- starszy ordynator oddziału nerwowego – kpt. dr Gotfryd Stefan Józef Kaczanowski
- starszy ordynator oddziału psychiatrycznego – mjr dr Edward Łukaszewicz
- kierownik pracowni rentgenowskiej – mjr dr Alfred Bong
- kierownik pracowni bakteriologiczno-chemicznej – mjr dr Stanisław I Chmura
- kierownik pracowni dentystycznej – mjr dr Stefan Łubkowski
- specjalizacja w chorobach wewnętrznych – mjr dr Jan Bernacki †1940 ULK
- specjalizacja w chorobach wewnętrznych – mjr dr Jan II Krajewski †1940 ULK
- praktyka szpitalna – mjr dr Ryszard Hanusz
- praktyka szpitalna – kpt. farm. mgr Leonard Palczyński
- praktyka szpitalna – por. lek. Stanisław Józef Dujanowicz
- pomocnik komendanta ds. gospodarczych – kpt. Ignacy Wirginiusz Rokosz
- oficer gospodarczy – kpt. int. Karol I Peczenik †1940 ULK
- dowódca plutonu gospodarczego – kpt. san. Aleksander Józef Andrzej Olszański †1940 ULK
- kapelan – st. kpl. ks. Albin Mydlarz

Kadra zapasowa 6 Szpitala Okręgowego
- komendant kadry – ppłk dr Adam Kurtz (*)[b]
- lekarz kadry – ppor. lek. Antoni Kaczkowski
- oficer mobilizacyjny – kpt. Edmund Hieronim Smalewski
- oficer ewidencji personalnej – por. Gustaw Wincenty Pflancer
- oficer materiałowy – por. mgr Konrad Ogonowski
- zastępca oficera materiałowego – chor. Adolf Skorodecki
- dowódca kompanii szkolnej – kpt. adm. (piech.) Roman Stanisław Folwarczny †1940 Katyń[12]
- dowódca I plutonu – por. piech. Bronisław Franciszek Zbiegień

### Ofiary zbrodni katyńskiej
Biogramy zamordowanych znajdują się na stronie internetowej Muzeum Katyńskiego
| Oficerowie rezerwy posiadający przydział do Kadry Zapasowej 6 Szpitala Okręgowego | Oficerowie rezerwy posiadający przydział do Kadry Zapasowej 6 Szpitala Okręgowego | Oficerowie rezerwy posiadający przydział do Kadry Zapasowej 6 Szpitala Okręgowego | Oficerowie rezerwy posiadający przydział do Kadry Zapasowej 6 Szpitala Okręgowego | Oficerowie rezerwy posiadający przydział do Kadry Zapasowej 6 Szpitala Okręgowego |
| Nazwisko i imię                                                                   | stopień                                                                           | zawód                                                                             | miejsce pracy przed mobilizacją                                                   | zamordowany                                                                       |
| --------------------------------------------------------------------------------- | --------------------------------------------------------------------------------- | --------------------------------------------------------------------------------- | --------------------------------------------------------------------------------- | --------------------------------------------------------------------------------- |
| Kamiński Jakub                                                                    | kapitan rez.                                                                      | lekarz                                                                            |                                                                                   | Katyń                                                                             |
| Limanowski Józef                                                                  | ppor. rez.                                                                        | lekarz                                                                            |                                                                                   | Katyń                                                                             |
| Pękalski Tadeusz                                                                  | ppor. rez. dr                                                                     | lekarz                                                                            |                                                                                   | Katyń                                                                             |
| Schimel Szymon                                                                    | ppor. rez.                                                                        | lekarz                                                                            | kier. Ośrodka Zdrowia w Kozłowej                                                  | Katyń                                                                             |
| Sobol Wincenty                                                                    | ppor. rez.                                                                        | lekarz                                                                            | praktyka w Częstochowie                                                           | Charków                                                                           |
| Wienc Jan                                                                         | ppor. rez.                                                                        | urzędnik                                                                          | Urząd Gminy w Morszynie                                                           | Charków                                                                           |
| Wiśniowski Mieczysław Teofil Józef                                                | ppor. san. rez.                                                                   |                                                                                   |                                                                                   | Charków                                                                           |
| Zieliński Franciszek                                                              | ppor. rez.                                                                        | lekarz                                                                            | praktyka w Stryju                                                                 | Charków                                                                           |
| Rozgórski Jan                                                                     | ppor. rez.                                                                        | student                                                                           |                                                                                   | ULK                                                                               |
| Rzepka Antoni                                                                     | ppor. rez.                                                                        | nauczyciel                                                                        |                                                                                   | ULK                                                                               |
| Stenzel Leon                                                                      | por. rez.                                                                         | mgr farmacji                                                                      |                                                                                   | ULK                                                                               |